# Pachychalina subcapitata
Pachychalina subcapitata är en svampdjursart som först beskrevs av Claude Lévi 1961.  Pachychalina subcapitata ingår i släktet Pachychalina och familjen Niphatidae.
Artens utbredningsområde är Filippinerna. Inga underarter finns listade i Catalogue of Life.